# Metrônomo

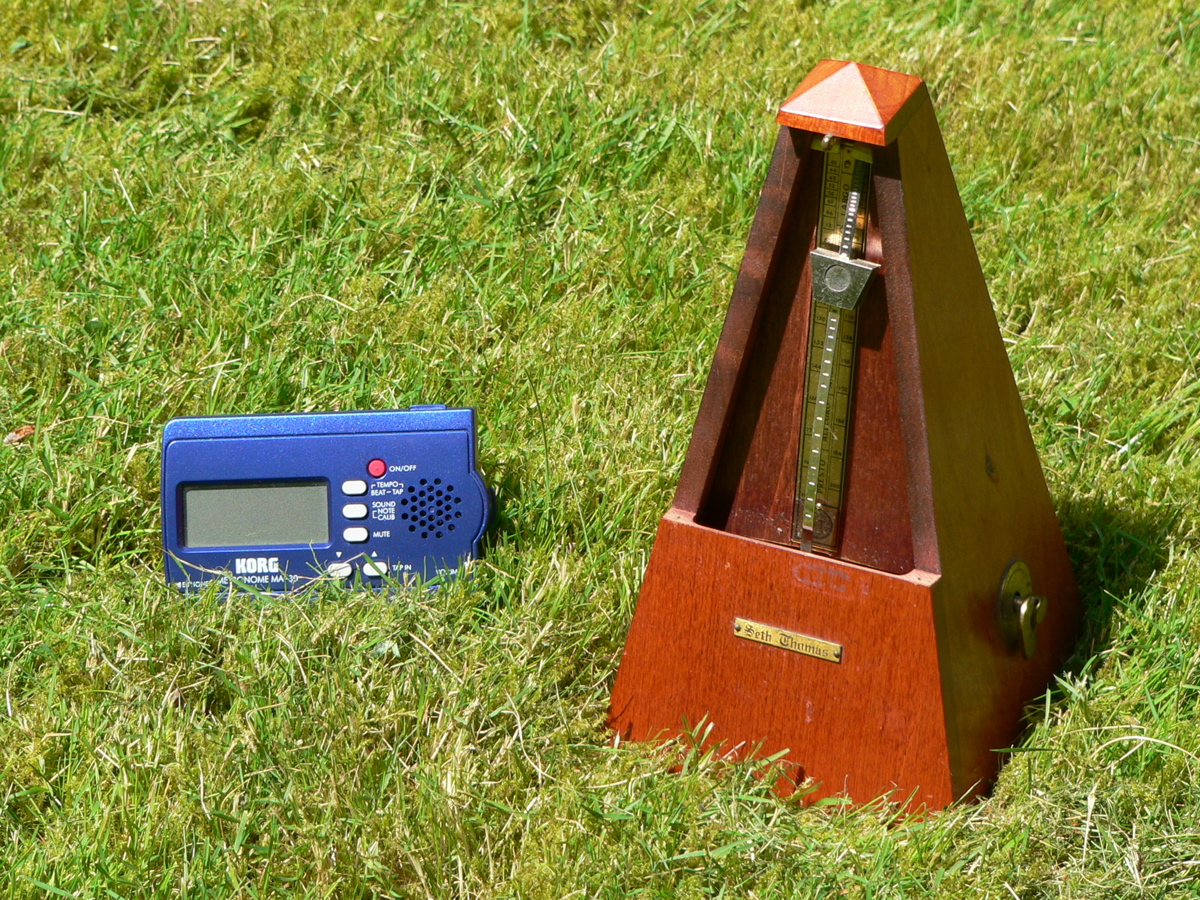
Metrônomo eletrônico (esq.) e mecânico (dir.)

O metrônomo (português brasileiro) ou metrónomo (português europeu) é um aparelho que através de pulsos (sonoros) de duração regular, indica um andamento musical. Ele pode ser utilizado para fins de estudo ou interpretação musical. O metrônomo mecânico consiste num pêndulo oscilante cujas oscilações, reguladas pela distância de um peso na haste do pêndulo, podem ser mais lentas ou mais rápidas, sendo que a cada oscilação corresponde um tempo do compasso. Há também metrônomos eletrônicos, em que cada tempo do compasso é indicado pelo piscar de um LED (light-emitting diode) e por um som eletrônico.

## História
O metrônomo foi inventado por Dietrich Nikolaus Winkel, um relojoeiro de Amsterdã, em 1812. Johann Mälzel copiou muitas das idéias de Winkel e recebeu a patente pelo metrônomo portátil em 1816. Ludwig van Beethoven foi o primeiro compositor a indicar marcas de metrônomo nas suas partitura em 1817, embora as marcas extremamente rápidas que colocou em algumas peças levaram alguns estudiosos modernos a acreditar que o metrônomo que ele utilizava fosse muito impreciso.

## Utilização
Os músicos utilizam metrônomos para manter um tempo padrão, ou seja, um pulso regular ao longo de toda a composição ou uma de suas seções. Mesmo em peças que não possuem marcação rígida de tempo tempo rubato , um metrônomo pode ser usado para indicar o tempo em torno do qual as variações serão realizadas.
Os compositores incluem marcações de metrônomo no início e no fim da partitura. Uma vez que alterações no tempo e no andamento podem ocorrer durante uma peça, é necessário estar atento a ambos para que erros de execução sejam evitados e a velocidade indicada para a peça seja tocada de maneira efetiva. Normalmente se considera que o Allegro (andamento)|allegro pode variar entre 120 e 168 batidas por minuto (bpm). Quando o compositor indica no início da partitura:
Allegro 
Ele informa ao músico que ele deseja que a música seja executada precisamente a 120 batidas por minuto, ou seja, que cada pulso deve durar 0,5 segundo.
Os fisioterapeutas usam os metrônomos para auxiliar testes ortopédicos, de modo a padronizar o tempo das repetições a 60 batimentos por minuto. Há aplicabilidade desse instrumento também, no treinamento da marcha, mais especificamente na coordenação auditivo motora, que é afetada em pacientes com doenças neuro motoras como: Parkinson, AVC, paralisia cerebral,...

## Tipos de metrônomo

### Metrônomo de pêndulo

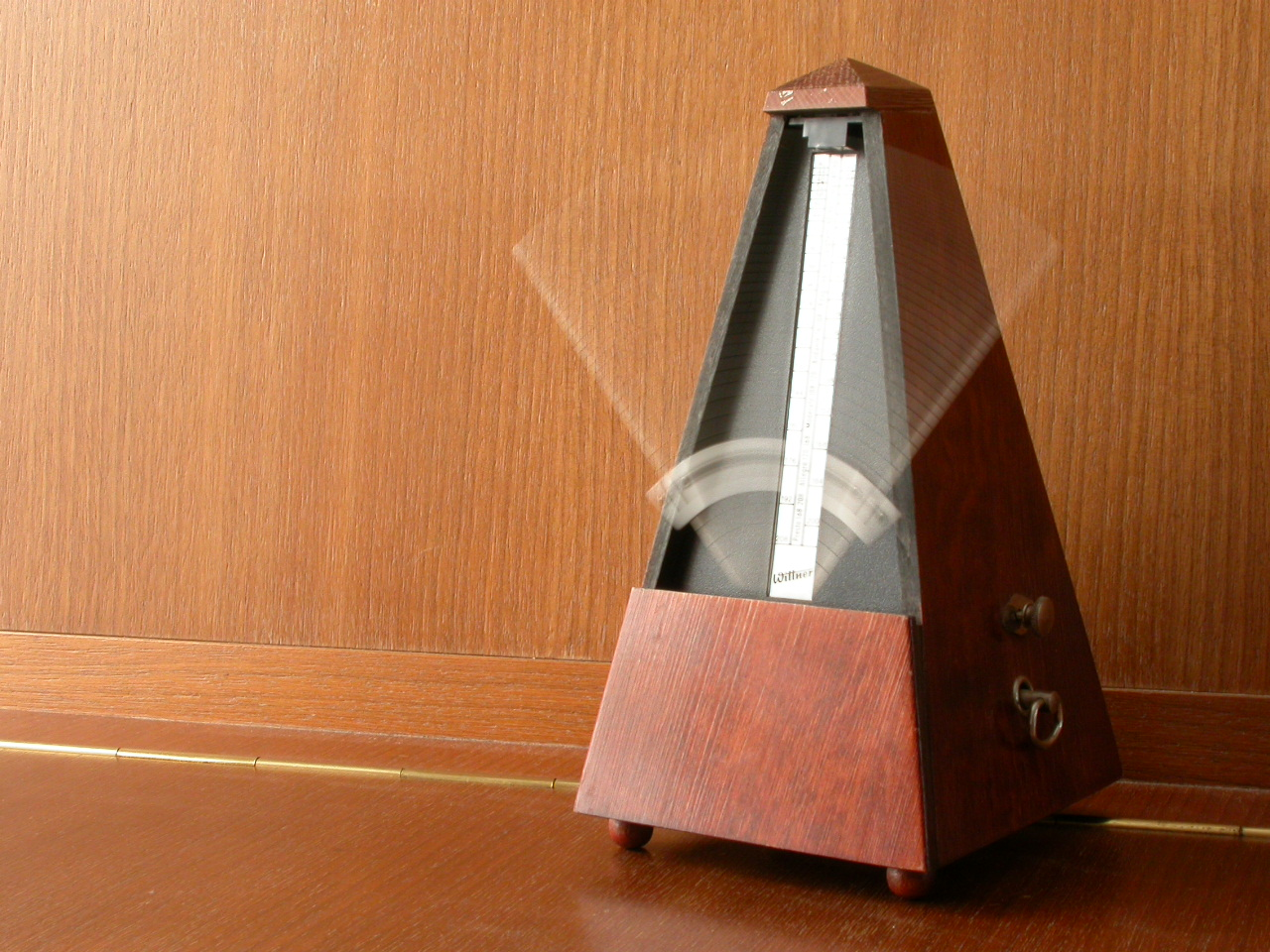
Metrônomo mecânico em funcionamento

Neste tipo de metrônomo mecânico, um mecanismo a corda, semelhante ao de um relógio despertador utiliza um pêndulo para a regulação do pulso. O pêndulo consiste em uma haste metálica com um peso deslizante. Quanto mais próximo o peso está do eixo, mais rápido é o período (física)|período do pêndulo, quanto mais longe, mais lento. Os metrônomos possuem uma escala graduada em bpm e também uma indicação do andamento atrás do pêndulo. Um mecanismo interno produz um som (click) a cada pulsação do pêndulo

### Metrônomos eletrônicos

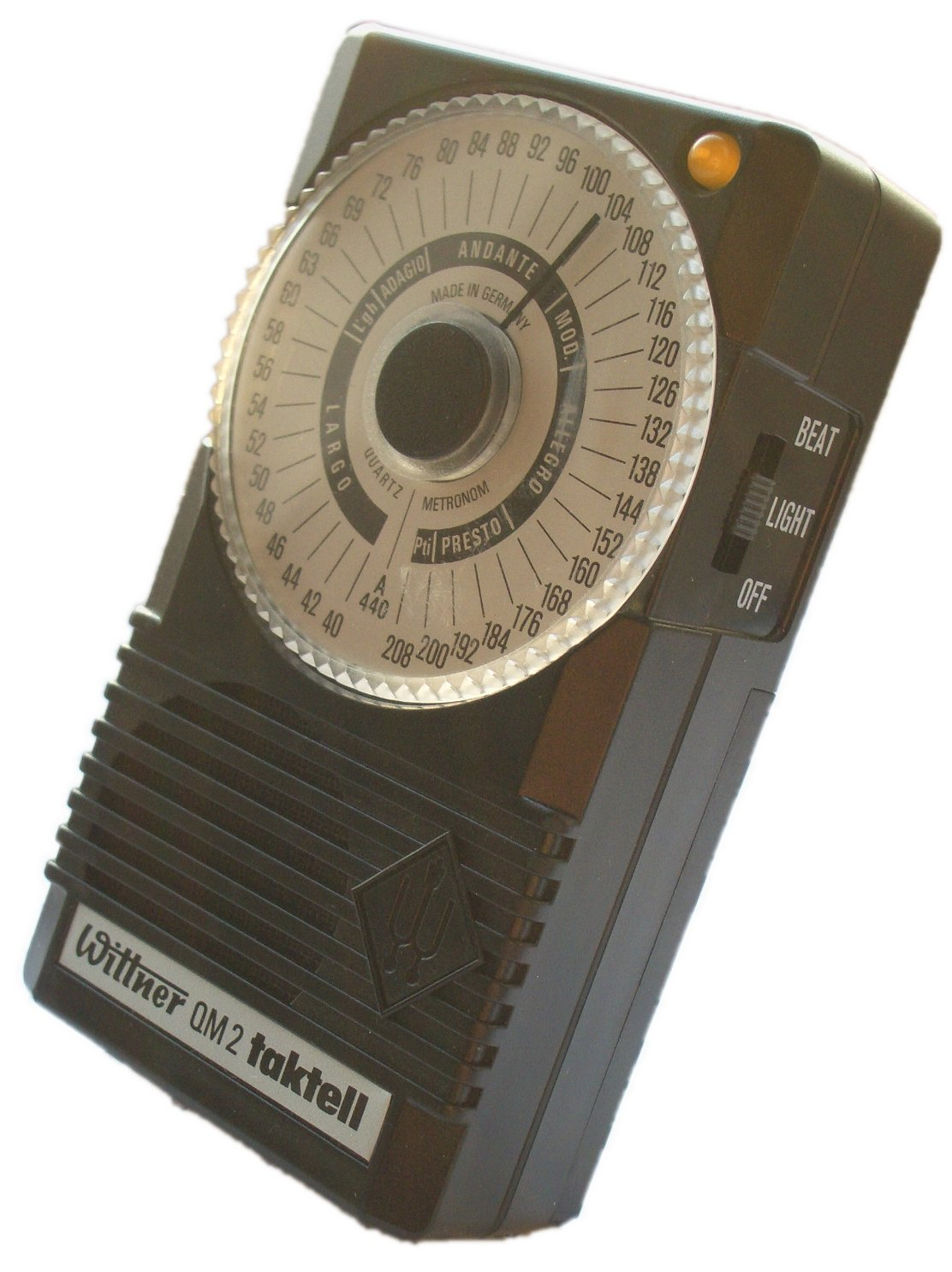
Metrônomo eletrônico

A maioria dos metrônomos modernos são eletrônicos e utilizam cristais de quartzo para a regulação de tempo. Os mais simples possuem um disco para controlar o tempo. Alguns podem estar incorporados a afinadores eletrônicos ou produzir um tom de afinação (diapasão - usualmente 440 Hz). Um dos mais sofisticados metrônomos eletrônicos, o Dr Beat da Boss pode produzir compassos compostos e contar os tempos usando uma voz digitalizada.
Os metrônomos eletrônicos mais completos têm ajuste de compasso além do tempo e podem produzir tons diferentes para indicar o início do compasso e eventualmente os tempos fortes e fracos. Em certos metrônomos é possível ainda definir subdivisões dos tempos. Em geral são utilizados padrões binários, ternários ou quaternários. Os exemplos abaixo demonstram estes padrões.
Alguns metrônomos podem ainda produzir sons diferentes para a contagem de compassos compostos ou irregulares, como 6/8 ou 5/4. Nestes casos um som distinto pode indicar o início de cada subgrupo rítmico dentro do compasso.
Por exemplo, um compasso 7/8 poderia soar aproximadamente no seguinte padrão:
```
Clic, tic, tac, tic, tac, tic, tic,
Clic, tic, tac, tic, tac, tic, tic, ...
```

Muitos programas de edição de áudio e partituras, como o audacity e o Cakewalk possuem geradores de metrônomos. A maioria dos teclados eletrônicos também possuem essa função.

## Curiosidades
O compositor húngaro György Ligeti compos a peça Poème Symphonique pour 100 metronomes (Poema sinfônico para 100 metrônomos) em 1962.
A peça exige dois "executantes" que trabalham antes da entrada da audiência. Cada um dos 100 metrônomos mecânicos, montados sobre uma plataforma no palco, tem sua mola totalmente carregada e é ajustado para uma velocidade diferente. Depois disso eles são disparados da maneira o mais simultânea possível. Depois disso a platéia é admitida e toma seus lugares enquanto os metrônomos soam até que todos parem. À medida que param o pulso de cada metrônomo restante se torna mais distinguível dos demais. A "execução" normalmente termina com um dos metrônomos soando sozinho por alguns compassos. A peça foi gravada várias vezes. Uma das versões mais recentes dura cerca de 20 minutos.